# Kult cara Mikołaja II i jego rodziny
Kult Mikołaja II i jego rodziny funkcjonuje oficjalnie w Rosyjskim Kościele Prawosławnym od momentu kanonizacji ostatniego cara, jego żony Aleksandry Fiodorowny, syna Aleksego oraz córek Olgi, Tatiany, Marii i Anastazji. Miała ona miejsce 20 sierpnia 2000. Wszyscy członkowie rodziny carskiej zostali uznani za świętych cierpiętników carskich (ros. Царственные страстотерпцы) i włączeni do Soboru Świętych Nowomęczenników i Wyznawców Rosyjskich. Nieformalne formy czci ostatniego cara i jego bliskich były odnotowywane jeszcze przed tą datą. Kanonizacja wzbudziła jednak żywe kontrowersje i była szeroko dyskutowana przez teologów prawosławnych.
Kult Mikołaja II przybiera, obok form typowych dla prawosławnego oddawania czci świętym (pisanie i kult ikon, publiczne nabożeństwa), także formy krytykowane przez prawosławną hierarchię – nadawanie carowi niekanonicznych tytułów oraz wezwanie do pokuty całego narodu rosyjskiego za jego zabójstwo.
W 1981 Mikołaja II, jego rodzinę i służących kanonizował niekanoniczny Rosyjski Kościół Prawosławny poza granicami Rosji, sankcjonując tym samym kult powszechny wśród rosyjskiej białej emigracji.

## Nieformalny kult

### W ZSRR i Rosji
W ocenie niektórych autorów nieformalny kult Mikołaja II i jego rodziny zapoczątkował jeszcze patriarcha moskiewski i całej Rusi Tichon. 21 lipca 1918, w czasie Świętej Liturgii w soborze Kazańskiej Ikony Matki Bożej w Moskwie oznajmił on wiernym o rozstrzelaniu ostatniego cara. Tichon stwierdził, że abdykując, Mikołaj II działał z miłości do Rosji i dla jej dobra, podkreślał także, że były car nie opuścił kraju, lecz pragnął cierpieć razem z nim i pogodził się ze swoim losem, nie podejmując żadnych działań na rzecz jego poprawy.
Według oficjalnego stanowiska Rosyjskiego Kościoła Prawosławnego wypowiedź Tichona można interpretować jako przyzwolenie na kult Mikołaja II. Zaczął on od tego momentu funkcjonować wśród prawosławnych mieszkańców ZSRR. Wielu z nich umieszczało fotografie Romanowów obok ikon w swoich domach, pojawiły się także pierwsze, jeszcze niekanoniczne, ich ikony. Z czasem zaczęły być one spotykane także w cerkwiach. Czcicielem rodziny carskiej był uznany następnie za świętego biskup Atanazy (Sacharow) (zm. 1962).
W Jekaterynburgu miejscami nieformalnego kultu stały się miejsce rozstrzelania Mikołaja II i jego rodziny oraz uroczysko Ganina Jama, gdzie Czeka ukryła ich szczątki. 16 lipca 1989 na miejscu zniszczonego domu Ipatiewa, miejsca przetrzymywania Romanowów w Jekaterynburgu, odbył się spontaniczny molebień do „męczenników carskich”. Wielu jego uczestników zostało pobitych i aresztowanych przez miejscowe władze. Mimo tego następnego dnia w tym samym miejscu zebrały się tysiące wiernych, zaś dwóch duchownych odprawiło nabożeństwo pokutne. 18 sierpnia 1990 na miejscu domu Ipatiewa wzniesiono pierwszy krzyż, przy którym wierni zbierali się w celu wspólnej modlitwy. Krzyż ten był kilkakrotnie niszczony przez nieznanych sprawców, a następnie wznoszony ponownie. 5 października 1990, według wiernych będących świadkami tego wydarzenia, w momencie stawiania nowego, metalowego krzyża, z nieba w jego kierunku spłynęło nadnaturalne światło. Rok później, w rocznicę zabójstwa Mikołaja II i jego rodziny przez Jekaterynburg przeszła procesja, zakończona odprawioną przez arcybiskupa jekaterynburskiego i kurgańskiego Melchizedeka wielką panichidą. Hierarcha ten wspominał opisywane wydarzenie jako początek jawnego, odbywającego się za zgodą Cerkwi, kultu ostatniego cara. 25 stycznia 1993 arcybiskup Melchizedek stwierdził publicznie, że Mikołaj II i jego rodzina są czczeni lokalnie w Jekaterynburgu, chociaż ich świętości nie potwierdził dotąd Rosyjski Kościół Prawosławny. 17 lipca tego samego roku po raz pierwszy odprawiono Świętą Liturgię w miejscu tajnego pochówku Romanowów. Również w 1993 Święty Synod Rosyjskiego Kościoła Prawosławnego pobłogosławił projekt wzniesienia cerkwi na miejscu domu Ipatiewa, wymieniając wśród grzechów narodu rosyjskiego także carobójstwo.

### Wśród Rosjan na emigracji

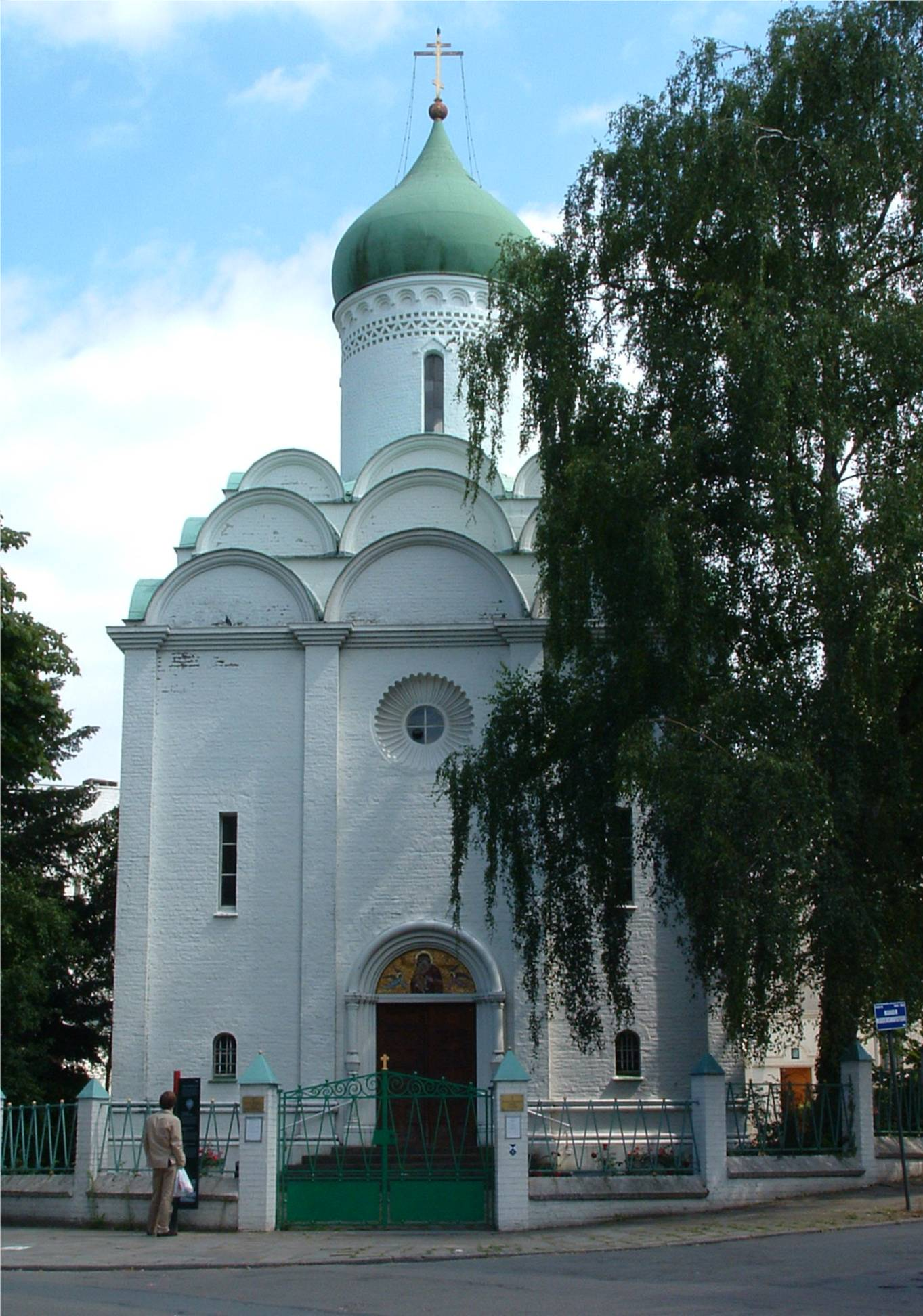
Cerkiew św. Hioba w Brukseli

Przekonanie, że zamordowany car i jego rodzina powinni zostać uznani za świętych, było obecne w środowisku rosyjskich emigrantów od lat 30. XX wieku. W 1938 w Brukseli wzniesiono cerkiew św. Hioba, poświęconą w 1950 przez zwierzchnika Rosyjskiego Kościoła Prawosławnego poza granicami Rosji, metropolitę Anastazego. W obiekcie tym przechowywane są przedmioty należące do zamordowanych członków rodziny carskiej, traktowane jak relikwie.
O istnieniu szeroko rozpowszechnionego kultu cara Mikołaja II wśród Rosjan przebywających na emigracji mówił w wywiadzie w 1991 zwierzchnik struktur Rosyjskiego Kościoła Prawosławnego w Wielkiej Brytanii, metropolita suroski Antoni.

## Kanonizacja

### Serbski Kościół Prawosławny
Według niektórych źródeł Mikołaja II i jego rodzinę kanonizował Serbski Kościół Prawosławny. Miało to wynikać ze szczególnego kultu, jakim postać ostatniego cara Rosji darzyli prawosławni Serbowie. Wydana przez monaster Spotkania Włodzimierskiej Ikony Matki Bożej w Moskwie broszura poświęcona carowi informuje, że kwestia uznania Mikołaja II za świętego została po raz pierwszy podjęta przez Serbski Kościół Prawosławny w 1938, z inicjatywy miejscowej emigracji rosyjskiej, nie stwierdza jednak, jaką podjęto w tej kwestii decyzję. Rosyjski teolog prawosławny Aleksiej Osipow zaprzecza, jakoby Patriarchat Serbski kanonizował Mikołaja II i jego rodzinę.

### Rosyjski Kościół Prawosławny poza granicami Rosji
Rosyjski Kościół Prawosławny poza granicami Rosji kanonizował Mikołaja II i jego rodzinę jako nowomęczenników w 1981. Do grona świętych zaliczył także ich służących Annę Diemidową, Aleksieja Truppa i Jewgienija Botkina, chociaż niektórzy z nich nie byli wyznania prawosławnego. Kanonizacji tej niemal do ostatniej chwili towarzyszyły kontrowersje, miała ona zarówno zwolenników, jak i przeciwników.

### Rosyjski Kościół Prawosławny

#### Przebieg procesu kanonizacyjnego

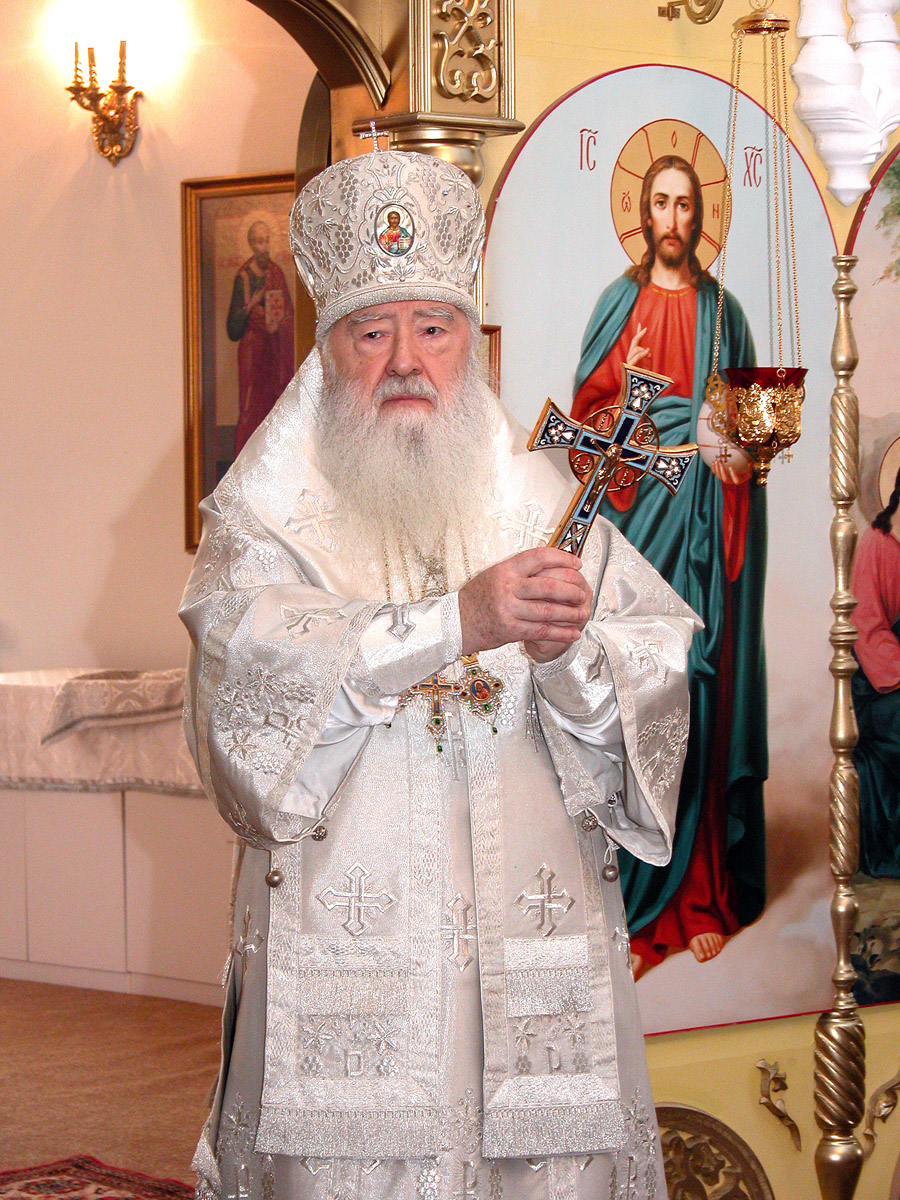
Metropolita kruticki i kołomieński Juwenaliusz przewodniczył Synodalnej Komisji ds. Kanonizacji w czasie prowadzenia przez nią prac nad uznaniem świętości rodziny ostatniego cara

Wniosek o kanonizację Mikołaja II i jego rodziny przedstawiła Soborowi Biskupów Rosyjskiego Kościoła Prawosławnego Synodalna Komisja ds. Kanonizacji, kierowana przez metropolitę krutickiego i kołomieńskiego Juwenaliusza, w lutym 1997. Komisja ds. Kanonizacji prowadziła wstępne badania nad życiem i wysiłkami ascetycznymi (cs. podwigi) Romanowów od 1992, gdy otrzymała stosowne polecenie Soboru Biskupów. Odrębna komisja, powołana specjalnie do tego celu, zajęła się zbadaniem dokumentów dotyczących okoliczności śmierci i pochówku Romanowów. Efekty prac przedstawił metropolita Juwenaliusz na kolejnym Soborze Biskupów. W 1997 wydano również drukiem zbiór dokumentów związanych z dotychczasowymi badaniami nad życiem Romanowów. O ile wątpliwości nie budziła kwestia kanonizacji dzieci Mikołaja II, jako niewinnych ofiar morderstwa, część biskupów stanowczo sprzeciwiała się perspektywie uznania za świętych samego cara i jego żony. Arcybiskup niżnonowogrodzki i arzamaski Mikołaj podkreślał, że właśnie Mikołaj II sprzeciwiał się reformom w Rosyjskim Kościele Prawosławnym na początku XX w., uniemożliwił m.in. zwołanie w 1906 Soboru Lokalnego. Przeciwnicy kanonizacji twierdzili także, że abdykacja Mikołaja II przyczyniła się do wybuchu w Rosji wojny domowej – było to powtórzenie stanowiska zmarłego w 1995 metropolity petersburskiego i ładoskiego Jana.
W latach poprzedzających kanonizację Mikołaja II pojawił się szereg informacji o cudach, do jakich miało dojść dzięki jego modlitewnemu wstawiennictwu. Miały one charakter uzdrowień, ocalenia rodzin przed rozpadem lub uchronienia mienia cerkiewnego przed członkami niekanonicznych związków wyznaniowych. Ważność tych cudów potwierdzał metropolita kruticki i kołomieński Juwenaliusz, podkreślając przede wszystkim przypadek niewyjaśnionego wyciekania mirry z ikony Mikołaja II oraz pojawiania się na ikonicznych wizerunkach Romanowów krwawych znamion. Po 1991, a przed oficjalną decyzją o uznaniu ostatniego cara za świętego, mimo niepotwierdzenia jego kultu przez Cerkiew wielu kapłanów odprawiało nabożeństwa z modlitwami do niego, zaś media cerkiewne wspominały go jak świętego. Niekanoniczną ikonę rodziny carskiej przewieziono na Athos. Kult cara był rozpowszechniony wśród świeckich prawosławnych.

##### Argumenty przeciwników kanonizacji
Kwestia kanonizacji budziła żywe kontrowersje. Aleksiej Osipow wymienia podstawowe argumenty jej przeciwników:
1. Mikołaj II jako car-samowładca nie miał prawa abdykować, ani tym bardziej podjąć takiej decyzji w imieniu małoletniego syna. Był to z jego strony wielki grzech, zawierający w sobie wyrzeczenie się daru łaski bożej, przekazanego w momencie koronacji. Poprzez swoją abdykację Mikołaj II zniszczył w Rosji samowładztwo, jeden z tradycyjnych filarów państwa rosyjskiego, uświęcony przez tradycję i Cerkiew.
2. Mikołaj II nie zlikwidował instytucji Świątobliwego Synodu Rządzącego, zgadzając się tym samym na dalsze kierowanie Cerkwią przez świeckich oberprokuratorów – takiego ustroju cerkiewnego nie przewidują prawosławne kanony. Co więcej, tolerował interwencje innych osób (m.in. Rasputina) w życie wewnętrzne Rosyjskiego Kościoła. Ponadto w wyniku jego reform z lat 1905–1906 poprawiła się sytuacja wszystkich działających w Rosji związków wyznaniowych, poza Rosyjskim Kościołem Prawosławnym, który nadal pozostawał pod całkowitą kontrolą państwa, nie uzyskawszy zgody na zwołanie Soboru Lokalnego i wybór patriarchy[d].
3. Reformy Mikołaja II, wprowadzone w życie po rewolucji 1905, doprowadziły do dyskredytacji prawosławia i samowładztwa, rozwoju zapożyczonych z zachodu idei mistycyzmu, okultyzmu, liberalizmu, antyklerykalizmu, antymonarchizmu i ateizmu, przyczyniły się do upadku moralności.
4. Mikołaj II i jego rodzina nie zerwali kontaktów z Rasputinem do samej jego śmierci, chociaż wywoływały one w społeczeństwie rosnące zgorszenie, a szereg osób z otoczenia cara (w tym duchownych, m.in. kanonizowani w 1992 metropolita Włodzimierz (Bogojawleński) i mniszka Elżbieta, siostra carycy), polityków, członków rodu Romanowów wskazywał władcy na ten fakt i apelował o usunięcie Rasputina z dworu.
5. Religijność rodziny carskiej, mimo zachowania form typowych dla prawosławia, miała charakter „międzywyznaniowego mistycyzmu”. Romanowowie utrzymywali jedynie oficjalne kontakty z hierarchami i kapłanami Rosyjskiego Kościoła Prawosławnego, przyjmowali natomiast na dworze i głęboko szanowali francuskiego spirytystę Philippe’a, następnie zaś Rasputina. Mieli również związki z masonerią; car rzadko czytał Biblię, nigdy nie sięgał po teksty Ojców Kościoła. Skłonność Mikołaja II do fatalizmu nakazuje wątpić w jego pełne zrozumienie prawd wiary prawosławnej.
6. W liście do matki, Marii Fiodorowny, Mikołaj II pisał, iż nie jest w stanie wybaczyć generałowi Ruzskiemu, co jest postępowaniem niewłaściwym z punktu widzenia etyki chrześcijańskiej.

Opisywane zjawiska były krytykowane za życia cara przez duchownych uznanych następnie za świętych prawosławnych (Hilarion (Troicki) pisał o „poniżeniu Rosyjskiego Kościoła Prawosławnego” w ostatnich latach Imperium Rosyjskiego, Jan Kronsztadzki o upadku moralnym wywołanym reformami po rewolucji 1905).
Osipow zarzucał również zwolennikom kanonizacji nadawanie jej politycznego charakteru, podkreślając, że śmierć Mikołaja II nie nastąpiła w czasie prześladowań za wiarę, lecz została mu zadana przez przeciwników politycznych; sama śmierć wskutek zabójstwa nie jest podstawą dla kanonizacji. W jego ocenie także pełna pokory i pokuty postawa byłego cara i jego rodziny przed śmiercią nie wystarczy dla uznania ich świętości, ponieważ wielu ludzi w obliczu nieszczęścia przyjmuje podobną. Teolog odrzuca popularne twierdzenie o przyjęciu przez Mikołaja II dobrowolnego męczeństwa za swój naród, nadmieniając, że car dopuszczał możliwość wyjazdu za granicę, a następnie spokojnego życia na Krymie po zakończeniu walk wewnętrznych w Rosji. Podkreśla także, że cuda przypisywane wstawiennictwu rodziny carskiej nie zostały potwierdzone przez Cerkiew, zaś żaden z kanonizowanych duchownych, znający cara za życia, nie wyraził wówczas poglądu o jego świętości.

##### Argumenty zwolenników kanonizacji
Przyczyny, dla których Synodalna Komisja ds. Kanonizacji uznała Mikołaja II za godnego zaliczenia w poczet świętych wymienił metropolita kruticki i kołomieński Juwenaliusz:
- Mikołaj II zginął z rąk przeciwników politycznych, lecz w okresie uwięzienia czerpał siłę z wiary prawosławnej. Rosyjski Kościół Prawosławny w przeszłości dokonywał już kanonizacji w podobnych przypadkach – takim świętym nadaje się tytuł cierpiętników.
- Polityka wyznaniowa Mikołaja II stanowiła kontynuację działań jego poprzedników, jednak właśnie w okresie jego rządów hierarchia cerkiewna podjęła kwestię organizacji Soboru Lokalnego, o czym nie było mowy w ciągu poprzednich dwóch stuleci.
- Mikołaj II współfinansował budowę nowych cerkwi i monasterów (w czasie jego panowania otwarto 250 klasztorów), także poza granicami Rosji, uczestniczył w uroczystościach cerkiewnych.
- Rodzina Mikołaja II wyróżniała się swoją pobożnością. W duchu prawosławnych wychowywały się dzieci cara i carycy. Ich religijność wykraczała poza zwykłe zachowywanie tradycji – wiadomo o ich regularnym uczestnictwie w nabożeństwach, corocznych rekolekcjach, pielgrzymkach do cudownych ikon i relikwii, odprawianiu specjalnie dla nich nabożeństw w soborze Fiodorowskiej Ikony Matki Bożej w Carskim Siole.
- Pobożność Mikołaja II sprawiła, że w czasie jego panowania doszło do większej liczby kanonizacji świętych, niż w ciągu poprzednich dwustu lat. Car osobiście czynił starania na rzecz kanonizacji Serafina z Sarowa, Joazafa z Biełgorodu i Jana z Tobolska.
- Jako władca Mikołaj II kierował się zasadami moralnymi wynikającymi z nauczania Kościoła prawosławnego. Wbrew rozpowszechnionej opinii nie nakazał strzelać do uczestników manifestacji kierowanej przez Gieorgija Gapona (tzw. Krwawa niedziela w Petersburgu), również jego działania w czasie I wojny światowej wynikały z poczucia obowiązku przed Bogiem i narodem.
- Abdykacja Mikołaja II nie może być porównywana ze zrzeczeniem się godności duchownej, gdyż prawo kanoniczne nie mówi o konsekwencjach zrzeczenia się władzy świeckiej. Wydarzenie to należy oceniać w szerszym społeczno-politycznym kontekście. Podpisując akt abdykacji, car nie miał zamiaru doprowadzić do wojny domowej, a wręcz obawiał się, że wywoła ją, jeśli odmówi.
- Nieliczne osoby znające prywatnie rodzinę carską podkreślały wzajemną miłość i zgodę jej członków.
- Rodzina carska nawiązała bliskie kontakty z Rasputinem, gdyż wierzyła każdemu, kto mógłby pomóc cierpiącemu na hemofilię Aleksemu Nikołajewiczowi. Mikołaj II nie był bezkrytyczny wobec Rasputina, ulegał jednak w tej kwestii wpływom żony, poszukującej wszędzie ratunku dla syna. Nie ma jednak dowodów, by stosunki między Rasputinem a Romanowami przybrały naganne z punktu widzenia Cerkwi formy.
- Życie Romanowów w miesiącach odosobnienia cechowała głęboka pobożność; to ona pozwoliła Mikołajowi II z pokorą przyjmować zmianę swojego położenia, a w konsekwencji także nieuchronną śmierć.
- Głębokie przywiązanie do wiary cechowało nie tylko Mikołaja II, ale i jego żonę i dzieci. Aleksandra Fiodorowna oraz jej dwie starsze córki Olga i Tatiana w czasie I wojny światowej dobrowolnie podjęły pracę sióstr miłosierdzia.

Komisja ds. Kanonizacji podkreślała, że wnioskując o ogłoszenie świętym Mikołaja II nie chce angażować się w politykę i uświęcać ustroju monarchicznego jako takiego.
Sobór Biskupów nie rozstrzygnął kwestii kanonizacji Mikołaja II i jego rodziny i zdecydował o przeniesieniu dyskusji w ten sprawie na planowany na rok 2000 Sobór Lokalny. Z nieznanych powodów sobór ten nie został zwołany – w projektowanym terminie odbył się jedynie kolejny Sobór Biskupów. Mimo wcześniejszych ustaleń, hierarchowie podjęli na nowo dyskusję o kanonizacji ostatniego cara i zdecydowali o uznaniu go za świętego, razem z całą najbliższą rodziną. Metropolita niżnonowogrodzki Mikołaj nie był obecny na soborze z powodu choroby. Jako jedyny wątpliwości w kwestii świętości ostatniego cara wyrażał jeden z hierarchów z eparchii na zachodzie Ukrainy. Ostatecznie jednak akt kanonizacji został przyjęty jednogłośnie, w jawnym głosowaniu, 14 sierpnia 2000.
Ceremonia kanonizacji miała miejsce 20 sierpnia 2000. Rodzina carska została kanonizowana razem z grupą 860 męczenników i wyznawców rosyjskich żyjących w XX wieku. W oficjalnym uzasadnieniu tej decyzji zapisano, iż Mikołaj II i jego rodzina szczerze dążyli do kierowania się w życiu zasadami ewangelicznymi, zaś „zwyciężające zło światło wiary Chrystusowej” uwidoczniło się w cierpieniach rodziny carskiej w czasie przyjmowanego z pokorą uwięzienia, a następnie męczeńskiej śmierci. Decyzja Soboru Biskupów była szeroko komentowana w środkach masowego przekazu.
Istnieją informacje, jakoby rodzina carska była już przed 2000 czczona lokalnie w eparchiach jekaterynburskiej, odeskiej, tulczyńskiej, briańskiej i ługańskiej. Informacjom tym zaprzecza Aleksiej Osipow.
Jak pisał Osipow, dyskusje wokół kanonizacji Mikołaja II nie miały merytorycznego charakteru; zwolennicy kanonizacji wywierali jawny nacisk na odpowiednie organy cerkiewne, by ostatni car został ogłoszony świętym. W ich wypowiedziach padały nawet oskarżenia osób o innych poglądach o herezję. Z kolei metropolita kruticki i kołomieński Juwenaliusz twierdził, że jedyny nacisk na Cerkiew miał charakter moralny. Podkreślił, że w ciągu trzech lat (1997–2000) przedstawiciele Kościoła otrzymali 22 873 prośby od wiernych z Rosji i zza granicy, by uznać ostatniego cara za świętego.
Rosyjski Kościół Prawosławny nie kanonizował służących rodziny carskiej, towarzyszących jej w okresie uwięzienia i rozstrzelanych razem z nią. Decyzję tę uargumentowano brakiem dostatecznych dowodów pobożnego życia służących oraz brakiem świadectw o funkcjonowaniu ich nieformalnego kultu czy częstego wspominania ich w modlitwach przez wiernych. W 2016 r. kanonizowano natomiast nadwornego lekarza Mikołaja II Jewgienija Botkina.

## Kult

### Główne ośrodki

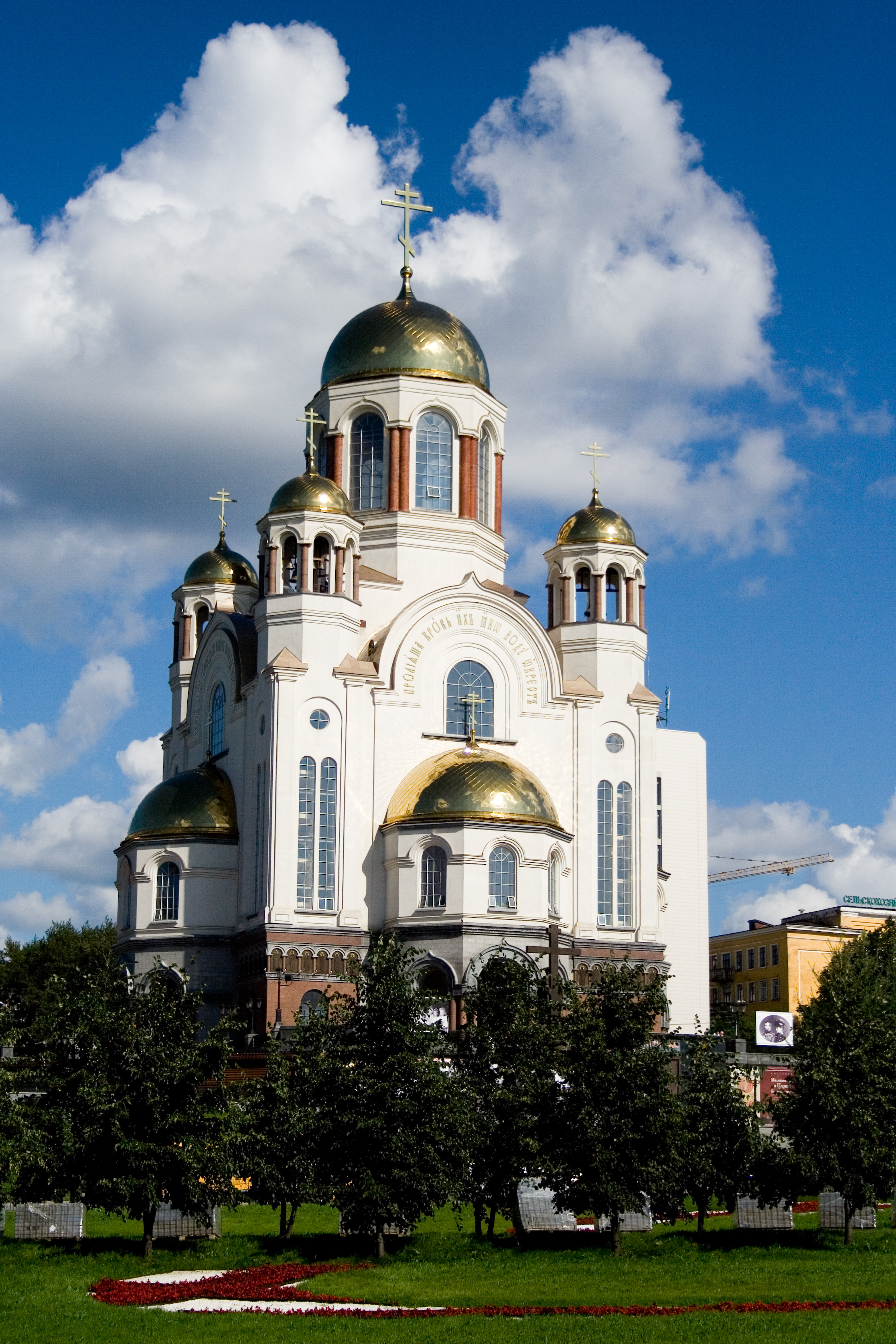
Cerkiew na Krwi w Jekaterynburgu

- Ośrodkiem kultu Mikołaja II i jego rodziny jest Jekaterynburg – miejsce ich ostatniego uwięzienia i śmierci. Na miejscu domu, gdzie była rodzina carska była przetrzymywana w ostatnich miesiącach życia, a następnie została stracona, wzniesiono cerkiew Wszystkich Świętych w Ziemi Rosyjskich Jaśniejących zwaną cerkwią na Krwi[5].
- Na miejscu pierwszego pochówku Romanowów w uroczysku Ganina Jama powstał monaster Świętych Cierpiętników Carskich[6].
- W cerkwi św. Mikołaja przy ulicy Bułatnikowskij projezd w Moskwie znajduje się ikona Romanowów, z której miała dwukrotnie (w 2002 i 2003) w niewytłumaczony sposób wydzielać się mirra[16]. Taki sam wizerunek znajduje się w cerkwi św. Mikołaja w Moskwie przy ulicy Bolszaja Ordynka[17]. Kult Mikołaja II i jego rodziny jeszcze przed ich formalną kanonizacją funkcjonował w cerkwi Wniebowstąpienia Pańskiego w moskiewskim rejonie Basmannym[18].

### Szczególne praktyki

#### Ogólnonarodowa pokuta za carobójstwo
W 1993 Rosyjski Kościół Prawosławny wydał list pasterski, w którym jego najwyżsi hierarchowie „w imieniu zmarłych i żywych dzieci Cerkwi” ogłosili skruchę przed Bogiem i ludźmi z powodu grzechu carobójstwa. Stwierdzając, że grzech ten stanowił przekroczenie zarówno prawa boskiego, jak i ludzkiego, podkreślali, że trwa on w „duszy narodu”. Wezwali do skruchy wszystkich Rosjan, niezależnie od poglądów politycznych, ocen historii, stosunku do monarchii i do postaci Mikołaja II. Podobny apel został powtórzony w 1998.
Wezwania do ogólnonarodowej pokuty za carobójstwo, przekonanie, iż cały naród rosyjski musi w szczególny sposób wyrazić żal z powodu doprowadzenia do śmierci ostatniego cara stały się praktyką charakterystyczną dla kultu ostatniego cara. W praktykach tego typu brali udział duchowni Rosyjskiego Kościoła Prawosławnego, jak również duchowieństwo niekanonicznych związków wyznaniowych powołujących się na tradycję prawosławną. Jawne wezwania do nich są dostrzegalne od 2004. Masowe akty pokuty odbywają się w miejscowości Tajninskoje pod Moskwą (co miesiąc co najmniej od 1998), przy pomniku Mikołaja II, jak również w innych miejscowościach Federacji Rosyjskiej. Według organizatorów tego typu wydarzeń cały naród rosyjski został przeklęty w momencie zabójstwa cara i nie zdejmie z siebie tej klątwy (będzie ona przechodziła z pokolenia na pokolenie), dopóki wspólnie nie wyrazi skruchy za ten czyn. Zwolennicy masowej pokuty często powołują się na słowa patriarchy moskiewskiego i całej Rusi Tichona oraz biskupa San Francisco Jana wzywających do „osądzenia” zabójstwa cara.
W 2005 Święty Synod Rosyjskiego Kościoła Prawosławnego stwierdził, że listy z 1993 i 1998 to wystarczające formy wyrażenia skruchy z powodu carobójstwa i organizowanie kolejnych masowych aktów pokuty jest niecelowe. Negatywne opinie o nich wyrażali również indywidualnie patriarcha moskiewski i całej Rusi Aleksy II, metropolita woroneski i borysoglebski Sergiusz, metropolita kijowski i całej Ukrainy Włodzimierz, arcybiskup lwowski i halicki Augustyn. Również Osipow pisał o niekanoniczności tego typu aktów, gdyż ludzie, którzy nie mieli żadnego wpływu na śmierć cara nie powinni uważać siebie za winnych tego wydarzenia ani pokutować z tego powodu. Ks. Aleksandr Usatow pisał, iż prawosławna tradycja nie nakazuje pokutować za cudze grzechy, a jedynie modlić się w intencji innych osób, by ich winy zostały odpuszczone. Dotyczy to przy tym jedynie prawosławnych chrześcijan, którzy przed śmiercią starali się odpokutować za własne grzechy. Przekonanie o przejmowaniu przez kolejne pokolenia odpowiedzialności za winy przodków nie daje się pogodzić z nauką Cerkwi. Zdaniem tego samego autora słowa prawosławnych hierarchów przywoływane jako wezwania do pokuty są nadinterpretowane. Zarówno patriarcha Tichon, jak i biskup Jan w jego ocenie oczekiwali od wiernych jedynie moralnego potępienia zabójstwa cara (podobnie, jak każdego innego zabójstwa). Również list Cerkwi z 1993 dotyczył jego zdaniem wyłącznie tych wiernych, którzy w dowolny sposób mieli związek ze śmiercią cara lub np. usprawiedliwiali ją. Formą pokuty za zabójstwo cara jest już fakt uznania jego świętości przez Sobór Biskupów w 2000.
Święty Synod Rosyjskiego Kościoła Prawosławnego stwierdził również w 2005, że niedopuszczalne jest łączenie kultu Mikołaja II z głoszeniem, iż jedyną uprawnioną formą ustroju politycznego jest w Rosji monarchia.

#### Tytulatura
Oficjalny tytuł nadany Mikołajowi II w momencie kanonizacji brzmi święty carski cierpiętnik. To samo odnosi się również do pozostałych członków jego rodziny. Mimo tego w mediach, także związanych z Cerkwią, spotyka się niewłaściwe w tym kontekście posługiwanie się tytułem świętego męczennika.
W modlitwach i tekstach paraliturgicznych (jak również w drukowanych żywotach i innych źródłach), niezatwierdzonych przez odpowiednie organy Rosyjskiego Kościoła Prawosławnego, Mikołaj II bywa określany przy pomocy innych tytułów uznawanych przez teologów prawosławnych za wątpliwe lub całkowicie niewłaściwe. Jeszcze przed kanonizacją w kontekście tym pojawiały się tytuły car-odkupiciel, pierwszy świecki w ziemskiej Cerkwi, pierwszy orędownik Rusi Niebieskiej przed Tronem Wszechmogącego. Spotykane są również formuły wielkomęczennik

### Relikwie
Rosyjski Kościół Prawosławny nie uznaje autentyczności szczątków Romanowów wydobytych z mogiły w uroczysku Ganina Jama, mimo faktu, że zostały one przebadane przez rosyjskich i zagranicznych antropologów, którzy potwierdzili tożsamość zabitych. W związku z tym szczątki wydobyte z grobu i pochowane ponownie w soborze Świętych Piotra i Pawła w Petersburgu nie mogą być traktowane jako święte relikwie.